# Kim Min-jung (Badminton)

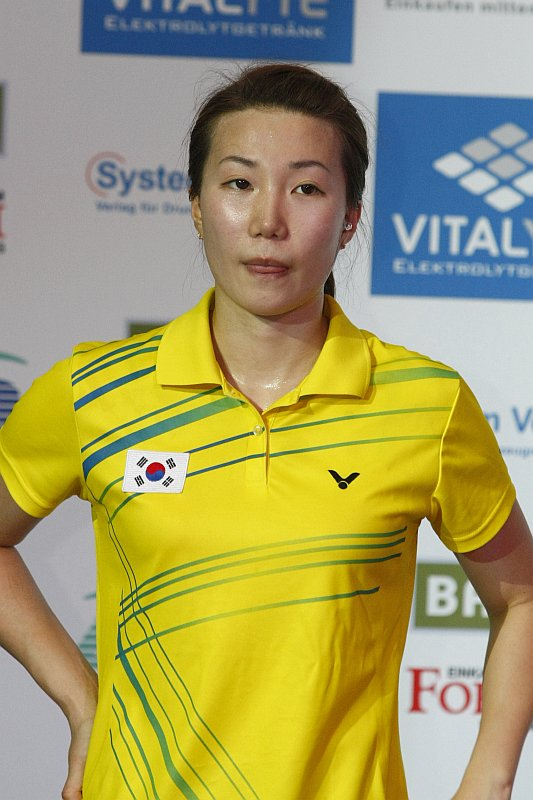
Kim Min-jung

Kim Min-jung (kor. 김민정; * 29. Juli 1986 in Jeju) ist eine Badmintonspielerin aus Südkorea.

## Sportliche Karriere
Kim Min-jung nahm 2008 an Olympia teil und wurde dort Neunte im Damendoppel mit Ha Jung-eun.  Bei der Badminton-Weltmeisterschaft 2009 stand sie im Mixed ebenfalls im Achtelfinale mit Yoo Yeon-seong. 2007 hatten beide schon Gold bei der Universiade errungen. Bei der Swiss Open Super Series 2010 schaffte sie es bis ins Viertelfinale, bei den German Open 2007, den China Open 2008, den Swiss Open 2009, der All England Super Series 2009 und der Singapur Super Series 2008 und 2009 bis ins Halbfinale. 2009 und 2010 wurde sie jeweils Zweite im Mixed bei den Asienmeisterschaften. Im Uber Cup 2008 wurde sie mit dem südkoreanischen Team Dritte, 2010 gewann sie diese Weltmeisterschaft für Damenmannschaften.
Bei den Olympischen Spielen 2012 wurde sie gemeinsam mit ihrer Partnerin Ha Jung-eun vom Weltverband wegen Spielmanipulation von den Spielen disqualifiziert. Im letzten Gruppenspiel zeigten die beiden sichtbar nicht den Willen, das Spiel gewinnen zu wollen, da sie bei einer Niederlage in der anschließenden K.O.-Runde auf vermeintlich schwächere Gegner getroffen wären.

## Sportliche Erfolge
| Saison | Veranstaltung          | Disziplin   | Platz | Name                          |
| ------ | ---------------------- | ----------- | ----- | ----------------------------- |
| 2006   | Mongolia International | Damendoppel | 1     | Sun In-jang / Kim Min-jung    |
| 2006   | Mongolia International | Mixed       | 1     | Yoo Yeon-seong / Kim Min-jung |
| 2007   | Universiade            | Mixed       | 1     | Yoo Yeon-seong / Kim Min-jung |
| 2007   | Malaysia Open          | Damendoppel | 3     | Hwang Yu-mi / Kim Min-jung    |
| 2008   | China Open             | Mixed       | 5     | Yoo Yeon-seong / Kim Min-jung |
| 2008   | China Open             | Damendoppel | 3     | Ha Jung-eun / Kim Min-jung    |
| 2008   | German Open            | Damendoppel | 3     | Hwang Yu-mi / Kim Min-jung    |
| 2008   | Olympia                | Damendoppel | 9     | Ha Jung-eun / Kim Min-jung    |
| 2008   | Uber Cup               | Team        | 3     | Südkorea                      |
| 2008   | Singapur Open          | Damendoppel | 3     | Ha Jung-eun / Kim Min-jung    |
| 2009   | Singapur Open          | Damendoppel | 3     | Ha Jung-eun / Kim Min-jung    |
| 2009   | Swiss Open             | Damendoppel | 3     | Ha Jung-eun / Kim Min-jung    |
| 2009   | All England            | Damendoppel | 3     | Ha Jung-eun / Kim Min-jung    |
| 2009   | Weltmeisterschaft      | Damendoppel | 5     | Ha Jung-eun / Kim Min-jung    |
| 2009   | Weltmeisterschaft      | Mixed       | 9     | Yoo Yeon-seong / Kim Min-jung |
| 2009   | Asienmeisterschaft     | Mixed       | 2     | Yoo Yeon-seong / Kim Min-jung |
| 2009   | Korea Open             | Damendoppel | 5     | Ha Jung-eun / Kim Min-jung    |
| 2010   | Asienmeisterschaft     | Mixed       | 2     | Yoo Yeon-seong / Kim Min-jung |
| 2010   | Uber Cup               | Team        | 1     | Südkorea                      |
| 2011   | Swiss Open             | Damendoppel | 1     | Ha Jung-eun / Kim Min-jung    |